# Ostritsa
Ostritsa (bulgariska: Острица) är ett distrikt i Bulgarien.   Det ligger i kommunen Obsjtina Dve mogili och regionen Ruse, i den nordöstra delen av landet, 230 km öster om huvudstaden Sofia.
Trakten runt Ostritsa består till största delen av jordbruksmark. Runt Ostritsa är det ganska glesbefolkat, med 43 invånare per kvadratkilometer.